# Croton lindheimerianus
Croton lindheimerianus là một loài thực vật có hoa trong họ Đại kích. Loài này được Scheele mô tả khoa học đầu tiên năm 1853.